# Отворена книга (филм, 1977)
„Отворена книга“ (на руски: Открытая книга) е съветски деветсериен игрален телевизионен цветен филм, заснет в студиото „Ленфилм“ през 1977 г. от режисьора Виктор Титов по едноименния роман на Вениамин Каверин.

## Сюжет
Героинята на филма е микробиолог, който получава първите проби от пеницилин (крустозин VIEM) в СССР и участва в организирането на процеса на промишленото му производство. Откриването на ново силно лекарство е предшествано от много години научни изследвания. Те започват в началото на XX век в малкото провинциално градче Лопахино, в лабораторията на стария доктор Лебедев, когото случайно среща съседското момиче Таня Власенкова, която за първи път научава за мистериозния свят на науката в къщата на изследователя.
Прототипът на Татяна Власенкова е микробиологът Зинаида Ермолева. Филмът включва и реални истории от живота на репресирания имунолог и вирусолог Лев Зилбер (по-големият брат на Каверин), прототипът на Андрей Лвов. Във филма се снима и Нина Ургант.